# Erioptera (Erioptera) chlorophylloides
Erioptera (Erioptera) chlorophylloides is een tweevleugelige uit de familie steltmuggen (Limoniidae). De soort komt voor in het Nearctisch gebied.